# Costa rocciosa tra Sperlonga e Gaeta
Costa rocciosa tra Sperlonga e Gaeta este o arie protejată (arie specială de conservare — SAC, sit de importanță comunitară — SCI, arie de protecție specială avifaunistică — SPA) din Italia întinsă pe o suprafață de 233 ha, integral pe uscat.

## Localizare
Centrul sitului Costa rocciosa tra Sperlonga e Gaeta este situat la coordonatele 41°13′40″N 13°30′06″E / 41.227778°N 13.501667°E.

## Înființare
Situl Costa rocciosa tra Sperlonga e Gaeta a fost declarat sit de importanță comunitară în iunie 1995 pentru a proteja 7 specii de animale. Alte tipuri de protecție:
- arie de protecție specială avifaunistică (în octombrie 1999)[2]
- arie specială de conservare (în decembrie 2016)[1][3][4]

## Biodiversitate
Situată în ecoregiunea mediteraneană, aria protejată conține 10 habitate naturale: Faleze cu vegetație de Limonium spp. endemic de pe coastele mediteraneene, Pante stâncoase calcaroase cu vegetație casmofită, Pseudostepă cu ierburi și specii anuale de Thero-Brachypodietea, Formațiuni scunde de Euphorbia în apropierea falezelor, Matorral arborescenți cu Juniperus spp., Tufărișuri termo-mediteraneene și de pre-deșert, Păduri de pin mediteraneene cu pini mezogeni endemici, Recifuri, Peșteri marine scufundate complet sau parțial, Vegetație anuală la limita mareei.
La baza desemnării sitului se află mai multe specii protejate:
- păsări (5): caprimulg (Caprimulgus europaeus), erete vânăt (Circus cyaneus), șoim călător (Falco peregrinus), Larus audouinii, ciocârlie de pădure (Lullula arborea)
- mamifere (1): liliacul mare cu potcoavă (Rhinolophus ferrumequinum)
- nevertebrate (1): Melanargia arge

Pe lângă speciile protejate, pe teritoriul sitului au mai fost identificate 12 specii de plante.